# Carcinoma
Carcinoma (dal latim carcinoma por sua vez do grego καρκίνωμα, derivado de καρκίνος «caranguejo» é um tumor maligno desenvolvido a partir de células epiteliais, glandulares (adenocarcinoma) ou do trofoblasto (coriocarcinoma)  que tende a invadir tecidos circulares originando metástases.
Os locais mais comuns de lesões do tipo carcinoma são pele, boca, pulmão, mama, estômago, colo de útero, próstata e pênis. 
Esse texto aborda exclusivamente um tipo específico de câncer de pele . Apesar das altas taxas de incidência, o câncer de pele não melanoma apresenta altos índices de cura principalmente devido à facilidade do diagnóstico precoce.
Os carcinomas do tipo basocelular são originários da epiderme e dos apêndices cutâneos acima da camada basal, como os pelos, por exemplo. Já os carcinomas epidermoides têm origem no queratinócito da epiderme, podendo também surgir no epitélio escamoso das mucosas. 
Indivíduos que trabalham com exposição direta ao sol são mais vulneráveis ao câncer de pele não melanoma. Esse tipo de câncer é mais comum em adultos com picos de incidência por volta dos 40 anos. Porém, com a constante exposição de jovens aos raios solares a média de idade dos pacientes tem vindo a diminuir.
Pessoas de pele clara, que ficam vermelhas com a exposição ao sol, estão mais sujeitas às neoplasias. A maior incidência deste tipo de câncer de pele se dá na região da cabeça e do pescoço que são justamente os locais de exposição direta aos raios solares.

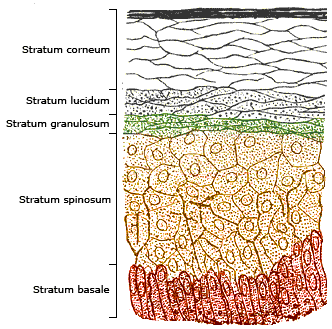
Diagrama das camadas da epiderme

## Epidemiologia
O carcinoma basocelular e o carcinoma epidermoide, também chamados de câncer de pele não melanoma, são os tipos de câncer de pele mais frequentes (70% e 25%, respectivamente). 
O carcinoma basocelular é o mais frequente dos cânceres de pele, correspondendo a cerca de 75% dos cânceres não melanoma diagnosticados. Nos Estados Unidos, a média é de 191 pessoas diagnosticadas por cem mil pessoas brancas.
O câncer de pele não melanoma é o tipo de câncer mais frequente na população brasileira. Segundo as "Estimativas sobre incidência e mortalidade por câncer" do Instituto Nacional de Câncer (INCA), dos 402.190 novos casos previstos para o ano de 2003, o câncer de pele não melanoma será responsável pelo diagnóstico de 82.155 novos casos.
Porém, apesar da alta taxa de incidência, o câncer de pele não melanoma não consta como um dos dez tipos de câncer que mais matam. A facilidade do diagnóstico precoce é o principal fator que contribui para o baixo índice de mortalidade.

## Fatores de risco
A exposição excessiva ao sol é o principal fator de risco do câncer de pele. Pessoas que vivem em países tropicais como o Brasil e a Austrália, país com o maior registro de câncer de pele no mundo, estão mais expostos a esse tipo de doença.
Porém, doenças cutâneas prévias, fatores irritadiços crônicos (úlcera angiodérmica e cicatriz de queimadura) e exposição a fatores químicos como o arsênico, por exemplo, também podem levar ao diagnóstico de câncer de pele. Nestes casos, a doença costuma se manifestar muitos anos depois da exposição contínua aos fatores de risco.

## Prevenção
Embora o câncer de pele apresente altos índices de cura, ele também é um dos tipos que mais cresceram em número de diagnósticos nos últimos anos. A melhor maneira de evitar que ele se manifeste é através da prevenção. A exposição ao sol deve ser evitada no período das 10 h às 16 h. Mesmo durante o horário adequado é necessário utilizar a proteção adequada como: chapéu, guarda-sol, óculos escuros e filtros solares com fator de proteção 15 ou mais.
O filtro solar ameniza alguns efeitos nocivos do sol, como as queimaduras, dando portanto uma falsa sensação de segurança. É importante lembrar que os filtros solares protegem dos raios solares, no entanto eles não têm o objetivo de prolongar o tempo de exposição solar. Todos os filtros solares devem ser repassados a cada 30 minutos de exposição.

## Sintomas
Pessoas que apresentam feridas na pele que demorarem mais de 4 semanas para cicatrizar, variação na cor de sinais, manchas que coçam, ardem, descamam ou sagram devem recorrer o mais rápido possível ao dermatologista.

## Diagnóstico
O câncer de pele não melanoma pode apresentar dois tipos de diagnóstico. O carcinoma basocelular é diagnosticado através de uma lesão (ferida ou nódulo) com uma evolução lenta.
O carcinoma epidermoide também surge por meio de uma ferida, porém, que evolui rapidamente e vem acompanhada de secreção e de coceira. A maior gravidade do carcinoma epidermoide é devido à possibilidade que esse tipo de câncer tem de apresentar metástase.

## Tratamento
Em ambos os casos a cirurgia é o tratamento mais indicado. Porém, dependendo da extensão, o carcinoma basocelular pode também ser tratado através de medicamento tópico ou radioterapia.
No caso do carcinoma epidermoide, o tratamento usual é feito basicamente através de procedimento cirúrgico e radioterapia.